# Wiesenburg
Wiesenburg é um município da Alemanha, situado no distrito de Potsdam-Mittelmark, no estado de Brandemburgo. Tem 218,20 km² de área, e sua população em 2019 foi estimada em 4.247 habitantes.